# Horizon 2000
A Horizon 2000 az ESA által 1985-ben jóváhagyott európai kutatási program.

## Alapküldetések
- XMM-Newton röntgentávcső
- FIRST infravörös távcső
- SOHO és Cluster napkutató űreszközök (a NASA-val közösen)
- Rosetta üstökösszonda

A H2000 keretében indították a HIPPARCOS, Ulysses, ISO, Huygens és INTEGRAL űreszközöket is. A programon belül ezek közepes küldetéseknek számítottak. A H2000 programot 1995-ben hosszabbították meg.

## Külső hivatkozások

### Magyar oldalak
- A H2000 program